# Krčenik Moslavački
Krčenik Moslavački är en ort i Kroatien.   Den ligger i länet Baranja, i den östra delen av landet, 150 km öster om huvudstaden Zagreb. Krčenik Moslavački ligger 92 meter över havet och antalet invånare är 432.
Terrängen runt Krčenik Moslavački är mycket platt. Runt Krčenik Moslavački är det ganska glesbefolkat, med 34 invånare per kvadratkilometer. Närmaste större samhälle är Slatina, 18,6 km väster om Krčenik Moslavački. Trakten runt Krčenik Moslavački består till största delen av jordbruksmark.